# Карикмакрос
Карикмакрос (енгл. Carrickmacross, ир. Carraig Mhachaire Rois) је град у Републици Ирској, у северном делу државе. Град је у саставу округа округа Монахан и представља други по величини и значају град у округу.

## Природни услови
Град Карикмакрос се налази у средишњем делу ирског острва и северном делу Републике Ирске и припада покрајини Алстер. Град је удаљен 90 километара северно од Даблина. 
Карикмакрос је смештен у равничарском подручју средишње Ирске. У граду нема већих водотока. Надморска висина средишњег дела града је 45 метара.
Клима: Клима у Карикмакросу је умерено континентална са изразитим утицајем Атлантика и Голфске струје. Стога град одликује блага и веома променљива клима.

## Историја
Подручје Карикмакроса било насељено већ у време праисторије. Дато подручје је освојено од стране енглеских Нормана у крајем 12. века.
Карикмакрос је од 1921. године у саставу Републике Ирске. Опоравак града започео је тек последњих деценија, када је Монахан поново забележио нагли развој и раст.

## Становништво
Према последњим проценама из 2016. године. Карикмакрос је имао нешто преко 5 хиљада становника. Последњих година број становника у граду се повећава.

## Привреда
Карикмакрос је током 19. века био средиште рада у чипци. Данас је градска привреда много разноврснија.

## Збирка слика
- Остали средњовековне цркве Магерос
- Главна улица у Карикмакросу
- Погон „Униона” - индустријско наслеђе